# 津久井城
津久井城（つくいじょう）は、神奈川県相模原市緑区にあった日本の城。後北条氏の時には武田軍への最前線の城として重要視された。筑井城とも表記される。

## 構造
標高375mの城山に築かれた山城で、南北の根小屋が残っており根小屋式城郭の端緒・典型とされている。ただし、最近の調査・研究の結果、山頂付近にも物見櫓や兵士駐屯のための建物が建設された痕跡も発見されており、落城前には、相応の防御能力があった山城であることが窺える。隣接する津久井湖は昭和に作られたダム湖であり、津久井城が存在した頃に津久井湖はなかった。城山の中心部分は相模原市緑区根小屋に存在するが、津久井郡に属していた城山町（現・相模原市緑区）の名は城山の東の麓にあることに由来する。

## 歴史・沿革
鎌倉時代に三浦党の筑井氏が築城したと伝えられている。大江（毛利）氏の津久井三郎の居館部と同八幡社付近に行政舎が整備され、詰の城として山頂部が築城されたと推測される。津久井城が本格的に使われ始めたのは、戦国時代の後北条氏の頃からとなる。この津久井の地は、甲斐と小田原を結ぶ要所であり、武田氏と後北条氏が鎬を削った場所である。後北条氏は武田氏の軍勢に備えて、津久井城主の内藤氏らを津久井衆と呼んで津久井城を守らせたが、実際の津久井は「敵半地」と呼ばれ、津久井の甲斐国側の半分である奥三保（現在の裏丹沢）等は、武田氏の勢力下（小山田氏を盟主とする郡内衆が支配）だった。
永禄12年（1569年）の三増峠の戦いの際、津久井城は武田側の小幡信貞、加藤景忠ら上野原衆によって周囲を押さえられており、出陣できなかった。
天正18年（1590年）の小田原征伐の際には、城主内藤直行は小田原城に在城しており、城は老臣等が守っていた。徳川家康の武将平岩親吉らの攻撃により、6月25日に開城した。その後、津久井は徳川直轄領となったため、城は廃城となった。
後に津久井支配の拠点として城の近くに陣屋が設置され、八木家などの代官がこの地を統括した。

### 遺構
現在津久井城には、家老屋敷跡や宝ヶ池、堀切などが残っている。また、発掘調査が行われた根本・城坂の「御屋敷跡」では掘立柱建物や空堀、土塁、焔硝蔵などが検出されている。現在は主要部分が神奈川県立津久井湖城山公園となっており、ハイキングコースも整備されている。

## 関連文献
- 「毛利庄 根小屋村 御林山」『大日本地誌大系』 第40巻新編相模国風土記稿5巻之122村里部津久井縣巻之7、雄山閣、1932年8月、394-396頁。NDLJP:1179240/204。